# 桥头镇 (泰和县)
桥头镇是江西省泰和县下辖的一个镇，位于泰和县西部，距县城49公里、井冈山机场20公里，总面积253平方公里，人口1.5万。境内有白鹭湖国家森林公园、楠木林度假村、朝仙崖文天祥抗元议事旧址等风景名胜，是泰和县新兴的旅游热点区。

## 地理与交通
桥头镇位于泰和县西部，北邻吉安县，南毗遂川县。境内地形主要为丘陵和山地，南高北低。灉水（境内称六八河）和六七河和分别自西北、西南入境，横穿全镇，在东部的湛口村汇合后，称为牛吼河，向东流入禾市镇。六八河上建有大型水库南车水库。
行政中心和主要村镇分布于六七河两岸，319国道沿河而行，泰井高速公路横穿北部，镇政府距井冈山机场30公里、县城48公里、泰和火车站52公里。

## 沿革
现桥头镇辖境在1950年时属津洞、桥头等乡，1956年合并设立桥头乡，1958年改为桥头公社，1984年撤消人民公社，恢复为桥头乡。2000年6月27日撤消桥头乡，改设桥头镇。

## 行政区划
桥头镇现辖1个居委会和12个村委会：桥头镇居委会、津洞村、中坪村、西池村、店前村、小山村、黄陂村、水坑村、石壁村、湛口村、东山村、春和村、毛家村，镇政府驻小山村。